# Заневский, Анджей
Анджей Заневский (пол. Andrzej Zaniewski; род. 13 апреля 1939, Варшава) — польский прозаик, поэт, переводчик, автор песен, философ, футуролог и литературный критик.

## Биография
Изучал историю искусств в Варшавском университете. В литературе дебютировал сборником «Голос побережья», в 1958 году. Автор нескольких поэтических книг («Лицом к лицу», «Поэма о настоящем», «Надежда приходит в вечернее время» и т. д.). Является одним из основателей поэтического сообщества на базе студенческого клуба «Hybrydy». Обладатель премии «Czerwona Róża» (рус. Красная роза), премии имени Владислава Реймонта и других литературных наград. Известен также как автор песен, журналист и литературный критик.
Писать литературные обзоры и критические статьи автор начал в качестве передышки от серьёзной работы романиста. В процессе работы заметил, что многие знаменитые критики понятия не имеют о том, что же такое современная литература, которая пульсирует в клубах, независимых журналах.

## Безымянная трилогия

### Крыса
Самым известным произведением Анджея Заневского является «Безымянная трилогия». Действие первых двух повестей развивается в прошлом и настоящем, границы между ними автор поставил весьма произвольные. Третья повесть наоборот повествует о будущем. Многие детали для своей книги писатель почерпнул из российской культуры.
Первая часть трилогии — это написанная ещё в 1979 году повесть «Крысы». Она была переведена более чем на тридцать языков, но на родине автора вышла лишь после её перевода на чешский (в 1990 году), а затем и на девять других языков, в том числе на немецкий, английский и итальянский.
Сам Заневский утверждает, что в Польше его книга вышла в свет гораздо позже, чем на Западе, потому как повесть его — это попытка свергнуть человека с пьедестала, на который его возвели. Автор скептически относится к человеческим способностям, утопическим теориям, ставящим человека выше того места, которое он заслуживает и отрицающим его биологическое, земное происхождение. Он выражает сомнение, что обладание артикулированной, сложной речью ставит нас выше остальных населяющих Землю существ.
Последние слова повести — прямая аналогия окончания «Записок из Мёртвого дома» Достоевского — «Какое прекрасное мгновение, какое прекрасное мгновение, какое…».

#### Сюжет
В подсобном помещении рядом с пекарней самка крысы производит на свет большое потомство. Из выводка выживают немногие. Безымянный «главный герой», самец крысы, всё-таки находит в себе силы выйти на свет, чтобы не пропасть с голода. Уже в первые недели жизни среди людей он знакомится с необычайным самцом, вся жизнь которого протекает в скитаниях. Этот самец становится ему своего рода наставником по выживанию. До тех пор, пока на корабле не покидает город и не оставляет главного героя в одиночестве. Теперь крысе самой предстояло пройти путь скитальца, узнать лицо страха, познакомиться с неожиданными поступками человека, чтобы после вернуться обратно в нору, где родился, и там, пойманным работниками пекарни, лишиться зрения.
В повести-аллегории писатель взял на себя непростую задачу описать видение Вселенной с точки зрения крысы, пройти жизненный путь от самого рождения до смерти и нивелировать любое расстояние между человеческим миром и миром животных. На примере грызунов Анджей Заневский описывает человека, наделяет их теми же качествами, теми же страхами. Таким образом новеллист хочет показать, что крысы и люди — психологически родственны.
В предисловии к повести автор рассказал, что на протяжении многих лет пытался понять этих зверьков, наблюдал за крысами в переулках Сайгона, Стамбула, Берлина, Бухареста, Варшавы, крысами, жившими в руинах Гданьска.

### Тень крысолова
У этой повести существует два названия: «Тень крысолова» и «Серость». Анджей Заневский воспользовался мотивами легенды о Гамельнском Крысолове, услышанной им ещё мальчишкой от одного немецкого солдата, во время гитлеровской оккупации Варшавы. Затем он познакомился с книгой Виктора Дыка «Крыса», также оказавшей немалое влияние на автора. В этой легенде Заневского привлекло то, что в ней открыто поставлен знак равенства между миром людей и миром крыс.

#### Сюжет
Героем второй повести «Безымянной трилогии» также становится самец крысы. Повествование начинается с того, что он встречает ослеплённого старика, путь которого читатель прошёл в первой повести. Впоследствии этой крысе не раз будет мерещиться, сниться, что он и есть этот старик, отчего и вправду могут возникнуть сомнения — не являются ли действующие лица обеих повестей одним и тем же персонажем. Лейтмотивом «Тени крысолова» становится своеобразная история побега крысы от притягивающей флейты крысолова и от него самого, трансформации страха в сознании самца, от начальной убеждённости в злонамеренных желаниях музыканта до боязни неопределённости: что движет прототипом героя гамельнского сказания, кто он, чего ищет, за каким углом прячется. По сюжету крыса неоднократно встречает его на своём пути, но где оказывается действительно крысолов, а где плод фантазии и страха автор сознательно завуалировал.
Все пейзажи в книге проносятся очень стремительно — лаборатория, где проводят опыты над крысами, забытый всеми склад, полный еды, от избытка которой грызуны теряют способность мыслить, подземные ходы, являющиеся единственным убежищем от воздушных бомбёжек. Завершает свою повесть Анджей Заневский риторическим вопросом: «Смогут ли крысы выйти наружу, не уничтожило ли человечество само себя?».

### Цивилизация птиц
Идея написания книги пришла автору в 1977 году, во время полёта во Вьетнам. В ней он обыгрывает мифы о птицах, которым приписывались сверхъестественные способности, — о Жар-птице, Гаруде, Фениксе, о во́ронах Хугине и Мунине, об Эвриноме. Автор высказывает предположение, что окончи своё существование человеческая цивилизация, на смену ей обязательной придёт новая.
По сюжету эта повесть наименее реалистичная в трилогии. Её персонажами становятся как таинственные полупрозрачные птицы, живущие на солнце, так и представители пернатых Земли.

#### Сюжет
Человечество погубило себя. В городах и весях теперь не слышны ни людские разговоры, ни шумы автомобилей, зато раздаётся волчий вой. Рассказ в первой части повести ведётся от лица галки. Птицы Анджея Заневского уже гораздо более благородные существа, чем крысы, в них живёт стремление к высокому, чувство любви. Сёстры и братья галки начинают самостоятельную жизнь, а ему, также безымянному главному герою, ставшему вожаком стаи, не хочется покидать родителей Кро и Ми. Пока землетрясение, разрушившее их гнёзда и погубившее Кро, не заставляет галок покинуть это место в поисках нового гнездовья. Со временем вожак начинает строить семейные отношения с белой галкой по имени Кея, а также принимает в своё гнездо Ми. Жажда вернуться назад, к родным стенам, заставляет галок лететь обратно. Ми пропадает в лапах орла, а Кея, намочив свои крылышки, исчезает в потоке реки. Бывший вожак стаи в одиночестве доживает свои дни и умирает в старости. Смерть в философии Заневского — единственная гарантия справедливого урегулирования и прогресса. Только благодаря этому существует развитие, преобразование мира.
Вторая часть повести рассказывает о сороке, которой автор дал фолкнеровское имя Сарторис. Родители его погибают, когда он был ещё птенцом, от загоревшегося от удара молнии дерева. В своё гнездо его приняла старшая сестра. Любовью всей жизни он выбрал самую задиристую и смелую сороку. Больше всего на свете Сарторис боится возвращения людей и полагает, что человек произошёл от волка. К такой мысли его натолкнула скульптура волчицы, вскормившей Ромула и Рема. После землетрясения он и его стая покидают город и отправляются на поиски лучшего места для гнездовья, но выбирают его в опасной близости от действующего вулкана. Со временем Сарториса начинают мучить кошмары, он вспоминает белую галку, которую прогнал из-за её необычной раскраски из соседней стаи в страхе за свою жизнь, все гнезда, которые разорил. Его уже не считают вожаком стаи, ведь он не решается нападать на мелких птиц, разорять гнёзда, кажется беспомощным, неспособным никого защитить. Его сорока, с которой они высидели не одно потомство, уходит к более молодому самцу — вместе со всей стаей они совершают очередной перелёт. Сарторис же летит ближе к вулкану, а когда начинается извержение — бросается в клубы дыма и исчезает в пелене.
В третьей части «Цивилизации птиц» повествуется о голубиной стае. Сначала рассказ ведёт молодой самец, который очень хочет понравиться одной голубке, спутнице сильного старого голубя Ома, но, запутавшись в лошадиной гриве, он попадает в смертельную ловушку. Дальше повествование ведётся от лица голубки. В то злосчастное землетрясение она теряет Ома и отправляется на юг. Одинокое скитальчество завершается созданием новой семьи с чёрным голубем. Им не удаётся высидеть ни одно потомство (из-за постоянных нападений хищных птиц), а вскоре и её спутник погибает, когда они решаются на долгий перелёт через море. Голубка опять остаётся одна, путешествует с места на место. Жизнь приводит к старой одинокой горлице, которой она помогает добывать пищу. Однажды вернувшись из города, она не находит горлицу. Начинается сильная буря, голубка хочет проверить свои силы. Она поднимается так высоко, что уже не может бороться с ветром и отдаётся всецело его судьбе. Буря забрасывает её в далёкие жаркие страны, где и пропитания достаточно, и довольно безопасно. Но голубка рвётся в родной город. Она летит наугад, путешествует так долго, что в пути встречает старость. Но в конце повести Анджей Заневский придаёт ей невероятные силы и стремление. Голубка взмывает ввысь и хочет взлететь как можно выше. Сверху она замечает клубы пыли и узнаёт, что это человек вернулся, что двуногие не вымерли и снова силой оружия завоёвывают территорию у диких зверей.
В эпилоге «Безымянной трилогии» Анджей Заневский описывает небольшой диалог между двумя представителями человечества.

Они обсуждают, как люди довели себя до такого состояния и что будет впереди, если человечество не одумается:

— Совершенство — это сама жизнь, которую ты с такой лёгкостью отбираешь у других, поддерживая их белком, их мясом и шкурой своё вечно жаждущее, ненасытное существование.
— А моя жизнь, которую я разрушаю, теряю, перечёркиваю, обрекаю с исконно варварской жестокостью? Неужели и моя жизнь — совершенство?

— Да, ты — совершенство… Совершенство столь недолговечное, мимолётное, что ты сам ему не доверяешь. Совершенство и в то же самое время — поражение, трагедия…

## Интересные факты
- Иллюстратором многих последних книг Заневского является его супруга Аманда Заневская.
- Профессию писателя Анджей Заневский называет самой свободной, ведь для того чтобы творить, писателю не нужно ничего, кроме листа бумаги и ручки, и одним этим он может создать оружие сильнее противотанковой гранаты или мины[4].
- Анджей Заневский, сравнивая произведение Юзефа Крашевского «Крестоносцы в 1410 году»[пол.] и роман Генрика Сенкевича «Крестоносцы», отдал предпочтение первому, назвав его шедевром польской литературы[4].